# Neoacanthaspis
Neoacanthaspis is een geslacht van wantsen uit de familie van de Reduviidae (Roofwantsen). Het geslacht werd voor het eerst wetenschappelijk beschreven door Murugan & Livingstone in 1991.

## Soorten
Het genus is monotypisch en bevat alleen de volgende soort:

- Neoacanthaspis maculatus Murugan & Livingstone, 1991